# Accept
Accept ist eine deutsche Heavy-Metal-Band, die in Solingen gegründet wurde und in den 1980er Jahren neben den Scorpions zu den international bekanntesten Gruppen der deutschen Rock-Szene zählte. Accept zählt zu den Wegbereitern der deutschen Heavy-Metal-Szene und wirkte international stilprägend für diverse Ausrichtungen des Metal, insbesondere des Speed Metal und des True Metal. Diesen Status unterstreichen mehrere Tribut-Alben und Coverversionen von etablierten Bands wie Amon Amarth, Dimmu Borgir, Hammerfall, Darkane, Rage oder Grave Digger. Ferner hatte Accept auf noch wesentlich erfolgreichere Bands wie Metallica und Iron Maiden in deren Frühphase maßgeblichen Einfluss.

## Geschichte

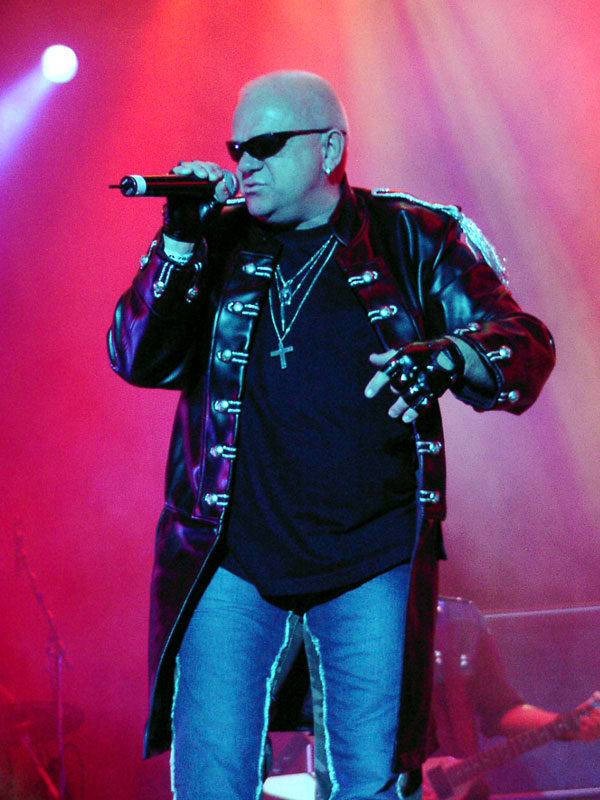
Udo Dirkschneider, ehemaliger Frontmann der Band

### 1971–1980: Die frühen Jahre
Accept entstand aus der 1968 von Udo Dirkschneider gegründeten Band X, die sich 1971 in Accept umbenannte, nach einem Albumtitel der britischen Band Chicken Shack. Dazu gehörten neben Sänger Dirkschneider die Gitarristen Michael Wagener und Gerhard Wahl, der Schlagzeuger Stefan Thimm und der Bassist Rainer Bickehoer. Nachdem Stefan Thimm die Band kurze Zeit später verlassen hatte, wurde Frank Friedrich sein Nachfolger. Mit dem Austausch von Bassist Rainer Bickehoer gegen Dieter Rubach und Hinzunahme des zweiten Gitarristen bestand die erste Formation, die sich regional einen Namen machte. Ab 1976 entstand mit dem Einstieg von Gitarrist Wolf Hoffmann und Bassist Peter Baltes eine feste Besetzung. Michael Wagener erlernte den Beruf des Toningenieurs, zog in die Vereinigten Staaten und ergriff den Beruf des Musikproduzenten; in dieser Funktion arbeitete er später wieder mit Accept zusammen. 1977 löste Peter Baltes Dieter Rubach ab.
Mit dieser Besetzung gaben sie im Haus der Jugend in Solingen ihre ersten Konzerte. Von Anfang an spielte die Band eigene Lieder, coverte aber auch Songs von Queen und den Rolling Stones. Beim Band-Wettbewerb Pop-Rhein-Festival am 5. September 1977 in Düsseldorf belegte Accept den dritten Platz. Mit dabei waren Udo Dirkschneider, Wolf Hoffmann, Gerhard Wahl, Frank Friedrich und Peter Baltes. Dort wurde ein Produzententeam auf die Band aufmerksam, in dessen Studio ein erstes Demo aufgenommen wurde, das man verschiedenen Plattenfirmen vorlegte. Letztlich wurde man sich mit Metronome Records einig, ein Album einzuspielen. Nach den Aufnahmen zum Debüt wurde der Schlagzeuger Friedrich ersetzt, und es kam für ihn Stefan Kaufmann, der bereits Roadie der Band war und den Band-Lkw fuhr. Jörg Fischer löste Gerhard Wahl ab.
1979 erschien das Debüt Accept und die Single Lady Lou. Das Album ist durch eingängige Hardrock-Nummern geprägt. Im Vordergrund stehen die Stimme Dirkschneiders und die Gitarrenarbeit Hoffmanns.
Bei den Kritikern trug sein skalpellartiger Gesang Dirkschneider den Ruf eines Schreihalses ein. In Deutschland erhielt die LP nur mittelmäßige Reaktionen. Das britische Magazin Sounds beurteilte die LP als „schön sauber produziert, schön sauber arrangiert, schön langweilig“. Nach dem Release hatte die Band 3000 Platten abgesetzt, was einen Misserfolg bedeutete.
Am 24. und 25. September 1979 veranstaltete die Plattenfirma Brain ein Rockfestival. Es wurden Bands vorgestellt, die von der Firma unter Vertrag genommen wurden, darunter auch Accept.
Das Folgealbum I’m a Rebel (1980) schlug in die gleiche Kerbe wie das Debüt und enthält mit dem Titelstück den ersten kleinen Hit der Band. Die gleichnamige Single erreichte Platz 6 der englischen Heavy Metal Charts und in verschiedenen Radio-Playlisten konnte sie sich gut platzieren.
In Deutschland stieß das Album wie der Vorgänger auf Desinteresse. Die Plattenfirma versuchte, Accept in ein völlig anderes Image zu drängen. Bedingt durch das Aufkommen der Neuen Deutschen Welle sollten sie auf Deutsch singen. Accept spielten im deutschen Fernsehen I’m a Rebel bei Manfred Sexauers Musikladen.
Damals hatte die Band viele Schulden und Konflikte mit ihrem Management.

### 1981–1986: Die Erfolge
Mit ihrem im März 1981 veröffentlichten Album Breaker zeigte sich die Band deutlich von der New Wave of British Heavy Metal beeinflusst und erreichte erstmals ein internationales Publikum. Die Band produzierte die LP selbst. Die Produktion ist deutlich ausgereifter und das Gitarren-Riffing härter gegenüber dem Vorgänger. Accept wirkten noch aggressiver. Nach den Aufnahmen von Breaker lernten sie Gaby Hauke auf einem Festival in Remscheid kennen. Sie wurde Managerin und ein wichtiger Bestandteil der Band. Unter dem Pseudonym „Deaffy“ betätigte sie sich 1983 zudem als Songwriter und Textschreiberin.
Der Songtext von Son of a Bitch durfte vonseiten der Plattenfirma nicht auf der Innenseite der LP veröffentlicht werden. Thema des Songs sind unseriöse Praktiken von Agenten und schlechte Gagen von Plattenfirmen.
Auf dem Album setzte Dirkschneider seine eigenwillige, sirenenartige Stimme noch konsequenter ein. Das zweisolige Gitarrenspiel von Wolf Hoffmann und Jörg Fischer wurde zum Markenzeichen der Band. Breaker erhielt gute Kritiken im In- und Ausland.
Nach der Tour kehrte Jörg Fischer der Band aus privaten Gründen den Rücken. Für ihn stieg zunächst der erst 18-jährige Jan Koemmet ein, doch der verließ die Band kurz vor den Aufnahmen zum nächsten Album, sodass Wolf Hoffmann die Gitarrenparts allein einspielen musste. Die zweite Gitarre wurde später von Herman Frank übernommen.
Das von der Band eigenproduzierte Restless and Wild (September 1982) bewegt sich im Bereich Hard Rock und Heavy Metal und beinhaltet mit Fast as a Shark auch eines der ersten Speed-Metal-Stücke. Es steigerte den Erfolg der Band, erreichte die englischen Charts und schaffte es in Schweden bis auf Platz 27. Wolf Hoffmann spielte alle Gitarrenparts in den Dierks Studios Pulheim alleine ein. Accept spielten für die Platte nicht viel, da das Ende der Zusammenarbeit mit der Plattenfirma Metronome in Sicht war. Von den Verkaufszahlen machte sie einen weiten Schritt nach vorne. In England feierte der Sounds Accept als German Heavy Metal Sensation. In Deutschland waren die Reaktionen nicht immer überwältigend.
Im Mai 1983 gaben Accept zwei Testkonzerte in Schweden. Die Fans und die Presse waren begeistert. Viele Fans übernachteten in Schlafsäcken vor den Vorverkaufsstellen. Danach spielte die Band in Deutschland mit Samson im Vorprogramm. Die Deutschlandtour wurde ein Triumphzug. Im Juni traten sie mit Trance, Raven und Mercyful Fate beim Aardschokdag in den Niederlanden auf.
Michael Wagener und Dirkschneider produzierten zusammen die Band Raven. Dirkschneider sang zusammen mit Raven die Single Born to be Wild ein. Gerüchten zufolge sollte Dirkschneider dann als Leadsänger bei Raven einsteigen. Er hatte damals allerdings nie daran gedacht, Accept zu verlassen.
1983 schlossen sie mit der Produktionsfirma Breeze Musik von Dieter Dierks einen langfristigen Vertrag. Breeze gelang es, nach kurzer Zeit internationale Veröffentlichungen des Albums Restless and Wild, darunter auch in Amerika, zu realisieren. Für Balls to the Wall wurde ein langfristiger Vertrag mit CBS Amerika geschlossen, der auch Tournee und Werbeaktivitäten einschloss. Für Deutschland ist RCA zuständig.
Im Herbst 1983 absolvierte die Band ausverkaufte Konzerte in Skandinavien. Am 28. Oktober 1983 gastierte die Band in Stockholm und spielte vor 6000 Fans. Es folgten Auftritte in Holland und Frankreich unter anderem mit Whitesnake.
Während der Studioaufnahmen zu Balls to the Wall 1983 wurde deutlich, dass sich die erhoffte Symbiose mit Hermann Frank nicht einstellte. Hoffmann musste ein weiteres Mal alle Gitarren-Tracks alleine einspielen. Hermann wird auf der Platte erwähnt und ist auf dem beiliegenden Poster abgebildet, hatte aber keinen Anteil an der Platte. Er verließ im Dezember 1983 aus persönlichen Gründen die Band. Auf einem Weihnachtskonzert am 26. Dezember 1983 in der Wuppertaler Stadthalle trafen sie Jörg Fischer wieder. Sie stellten fest, dass ihre Streitigkeiten recht pubertär gewesen waren. Daraufhin stieg er wieder bei Accept ein.
Es folgte das Album Balls to the Wall. Produzent war Stefan Kaufmann. Der Anteil an Hard-Rock- gegenüber Heavy-Metal-Stücken ist höher als beim Vorgänger. Fans der härteren Gangart kehrten der Band den Rücken, diese konnte aber zugleich neue Fans dazugewinnen, unter anderem mit Winterdreams, einer poplastigen Ballade auf der Platte. Textlich konnten die Amerikaner nicht viel mit den Stücken anfangen, Songs wie Balls to the wall, London Leather Boys und Love Child wurden missverstanden. Das Album wurde dennoch erfolgreicher als seine Vorgänger. Accept tourte jetzt wieder mit Jörg Fischer als zweitem Gitarristen.
Ende Januar spielten sie fünf Konzerte in England. Die letzten zwei Konzerte waren gut besucht, die anderen nur mäßig. Am 29. Januar 1984 trat die Band im legendären Hammersmith Odeon vor 2000 Fans auf. Im Februar stand eine Deutschlandtour an, die aber nicht stattfand. Am 25. Februar 1984 tourten Accept das erste Mal für mehr als 100 Konzerte fünf Monate lang durch Amerika, als Special Guest von Kiss, dann mit Saxon, zwischendurch mit Blue Oyster Cult, Aldo Nova und Ozzy Osbourne. Nebenbei organisierten sie in Clubs mit 350 bis 2500 Zuschauern eigene Headliner-Auftritte, die fortwährend ausverkauft waren. Der Höhepunkt dieser Tour war ihr Auftritt bei einem Open-Air-Festival in Iowa vor 100.000 Zuschauern. Accept konnten auf ihrer Amerika-Tournee so sehr überzeugen, dass sie in der New Yorker King Biscuit Flower Hour, einer der prominentesten Radioshows in den USA, am 10. Juni 1984 live übertragen wurden. Es folgte noch eine Tour mit Mötley Crüe, Dokken und Black ’n Blue, die Accepts Erfolg weiter vergrößerte.
In den USA stieg die Platte in die Billboard-Charts auf Platz 106 ein, stieg bis zur Position 74 auf und verkaufte sich über 250.000 Mal. Musik Week notierte das Album unter den Top Ten. Mitten in die Aufnahmen zum Nachfolger Metal Heart bekamen sie für Balls to the Wall in Kanada ihre erste Goldauszeichnung. Das Album erreichte 1990 Goldstatus in den USA für 500.000 Einheiten. In Europa setzten sie in den ersten Wochen über 100.000 Exemplare ab. Am 18. August 1984 stand ein Auftritt der Band beim legendären Monsters-of-Rock-Festival in Castle Donington (England) vor 100.000 Zuschauern auf dem Programm, neben Van Halen, Ozzy Osbourne, Gary Moore, Y&T, Mötley Crüe und AC/DC. Nach den Monsters spielten sie noch mit Iron Maiden auf ihrer World Slavery Tour sechs Konzerte in Spanien und vier Konzerte in Frankreich. Balls to the Wall ist bis heute das meistverkaufte Accept-Album. Unter 5987 Zuschriften für den Metal Hammer Heard & Heavy Poll 1984 belegte Accept Spitzenpositionen.
Als nächstes Album wurde 1985 Metal Heart veröffentlicht. Der Titelsong sorgte durch die Einbettung von Themen von Tschaikowski und Beethovens Für Elise für Aufmerksamkeit und spiegelte so Hoffmanns Vorliebe für klassische Musik wider. Metal Heart platzierte sich in Deutschland, Finnland, Schweden, England, der Schweiz und den USA in den Charts. In Deutschland gingen in wenigen Tagen 75.000 Einheiten über die Ladentheke. Im Verlauf der Touraktivitäten zum Album spielte Accept das erste Mal in Japan. Nach der Japantour wurde 1986 die dort aufgezeichnete Live-EP Kaizoku-Ban veröffentlicht. Ein weiteres Markenzeichen der Band waren inzwischen Militäroutfits (gespickt mit Karnevalsorden) und Dirkschneiders Tarnanzug geworden.
1986 brachte die Band auch das Album Russian Roulette auf den Markt. Es enthielt wiederum eine Mischung aus Hard Rock und Heavy Metal, der Einsatz von Chören wurde deutlich verstärkt. Das Album erreichte mit Platz 5 die bis dahin höchste Platzierung, die Accept je in Deutschland hatte, und konnte sich auch in Finnland, Schweden, England und den USA behaupten. Eine Europatour mit Dokken im Vorprogramm sowie eine Tour durch Deutschland mit UFO als Support baute den Status der Band weiter aus.

### 1986–1989: Kommerzialisierung und Band-Auflösung
Obwohl Accepts Erfolg 1986 ungebrochen war, tendierte die Band in eine kommerziellere Richtung, um auf dem amerikanischen Markt erfolgreich zu sein. Dirkschneiders Reibeisenstimme und das „stumpfe“ Image standen dabei vermeintlich im Weg. So trennte sich Accept von Udo Dirkschneider. Bis dahin hatte die Band über 2 Millionen Tonträger verkauft. Das erste Album von Dirkschneiders neu zusammengestellter Band U.D.O., Animal House, wurde 1987 dennoch von seinen ehemaligen Bandkollegen komponiert.
Accept präsentierte unterdessen den ehemaligen Baby-Tuckoo-Sänger Rob Armitage als Dirkschneiders Nachfolger. Armitage kam aber nicht dazu, mit der Band Aufnahmen zu machen. Er wurde nach neun Monaten ergebnisloser Zusammenarbeit Ende 1987 durch David Reece ersetzt. Mit Reece und dem neuen zweiten Gitarristen Jim Stacey nahm Accept 1989 das Album Eat the Heat auf. Es war ein kommerzieller Flop. Die Band tourte als Vorgruppe von W.A.S.P. durch die USA. Stefan Kaufmann musste aufgrund eines Rückenleidens passen und wurde durch Ken Mary ersetzt. Die unbefriedigende Situation eskalierte auf der Tour, als Sänger Reece und Bassist Peter Baltes nach einem Streit handgreiflich wurden. Accept löste sich auf.

### 1993–1997: Wiedervereinigung und erneute Auflösung
Das 1990 veröffentlichte Doppel-Live-Album Staying a Life, mitgeschnitten auf der 1985er-Japantournee, war ursprünglich als würdiger Schlussstrich unter die Bandgeschichte gedacht. Es wurde stattdessen ein Erfolg und bestärkte die Fans in ihrem seit der Trennung anhaltenden Drängen auf eine Wiedervereinigung. 1993 kam es zur Reunion, und es erschien das Comeback-Album Objection Overruled, das sich in den europäischen Charts behaupten konnte. Eine Welttournee führte die Band unter anderem in die USA, nach Japan, Südamerika, Russland und Europa. Die Band bestand zu diesem Zeitpunkt aus Udo Dirkschneider, Wolf Hoffmann, Peter Baltes und Stefan Kaufmann.
Kaufmanns Rückenleiden führte dazu, dass er 1994 das nächste Album Death Row nicht mehr komplett einspielen konnte und seine Karriere beenden musste. Sein Ersatz wurde der ehemalige U.D.O.-, Running-Wild- und X-Wild-Schlagzeuger Stefan Schwarzmann.
1996 erschien Predator, mit dem ehemaligen Damn-Yankees-Schlagzeuger Michael Cartellone. Erstmals seit dem Accept-Debütalbum und dem Titel Breaking up Again vom Album Breaker sind bei drei Songs Lead Vocals von Bassist Peter Baltes zu hören.
Unstimmigkeiten innerhalb der Band führten nach der Tour zu Predator zur erneuten Auflösung. 1997 erschien noch das Live-Album All Areas – Worldwide. Dirkschneider formierte seine Band U.D.O. neu und nahm zusammen mit Stefan Schwarzmann und Stefan Kaufmann an der Gitarre das Album Solid auf. Hoffmann zog sich zwischenzeitlich aus dem Musikgeschäft zurück und wurde Fotograf in Nashville.

### 2005: Wiedervereinigung für einen Festival-Sommer
2005 kam die Band in der Besetzung Udo Dirkschneider, Wolf Hoffmann, Herman Frank, Peter Baltes und Stefan Schwarzmann für einige Auftritte bei Festivals in Europa, Hallenkonzerte und für eine Tour durch Japan wieder zusammen, um sich anschließend wieder aufzulösen.

### 2009: Neustart mit neuem Sänger

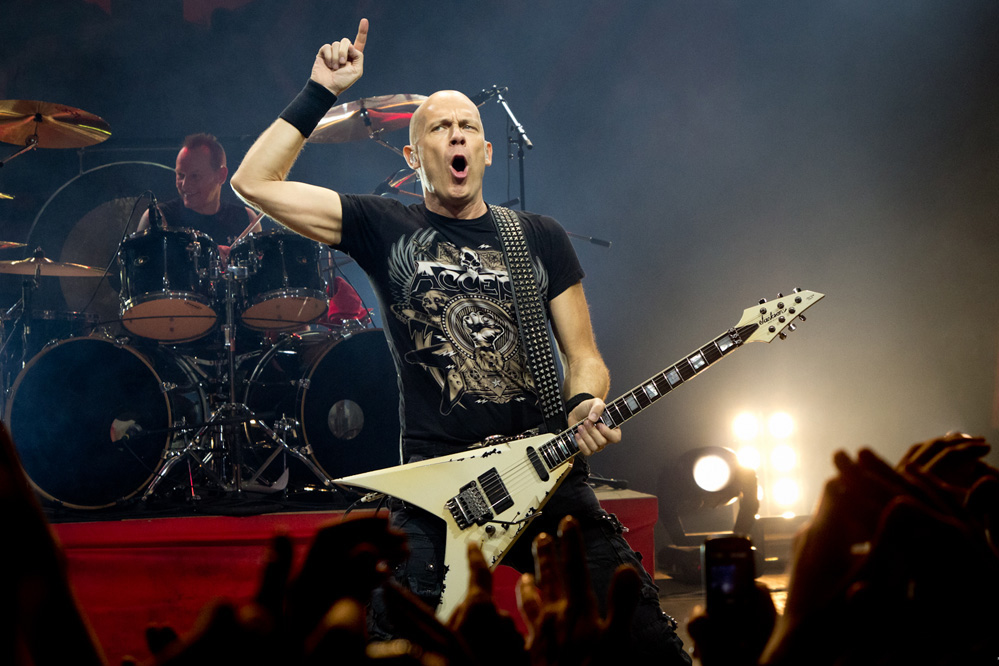
Wolf Hoffmann in Minsk, 2011

2009 reformierte sich die Band. Neuer Sänger ist Mark Tornillo (ehemals T.T. Quick), weitere Mitglieder sind Wolf Hoffmann (Gitarre), Peter Baltes (Bass), Herman Frank (Gitarre) und Stefan Schwarzmann (Schlagzeug).
Udo Dirkschneider und Stefan Kaufmann hatten kein Interesse und blieben bei U.D.O.
Ende 2009 / Anfang 2010 nahm die Band mit Produzent Andy Sneap das Studio-Album Blood of the Nations auf, das 12 bzw. 13 Songs enthält (in Japan 14 mit dem Bonustrack Land Of The Free).
Sie schlossen mit Nuclear Blast einen langfristigen Plattenvertrag ab. Am 21. Mai 2010 erschien die EP The Abyss. Blood of the Nations wurde am 20. August 2010 in Europa veröffentlicht.
Eine erste kleine Europa-Tour startete im Mai 2010, darunter waren auch Auftritte als Vorgruppe von AC/DC, unter anderem am 25. Mai 2010 vor 80.000 Zuschauern in Hannover.
Blood of the Nations wurde das bis dato erfolgreichste Charts-Album für Accept. So kam das Album in Deutschland auf den 6. Platz, europaweit auf Platz 11 und weltweit auf Platz 35. Das Album wurde weltweit von renommierten Medien mehr als 50 Mal zum Album des Jahres gekürt und die US-TV-Show „The Metal Show“ krönte das Album zum „Heavy Metal album of the century“. Dieser Erfolg war auch Thema renommierter Medien wie CNN, Financial Times, BBC News und der New York Times oder dem Spiegel.
2012 erschien das Album Stalingrad, das erneut mit Andy Sneap produziert wurde. Es stieg in Deutschland auf den 4. Platz der Album-Charts, in den USA enterten Accept erstmals in ihrer Bandgeschichte die Top-100 der offiziellen Billboard-Charts. Sie spielten über 100 Shows in Europa, den USA, Südamerika und Asien.
2013 folgten eine Südamerika-Tournee (April 2013) und eine europäische Festival-Tour. Am 15. August 2014 erschien das Album Blind Rage, mit dem sie erstmals Platz 1 der offiziellen deutschen Albumcharts erreichten. Zuvor waren schon die Titel Stampede und Final Journey im Internet zu hören gewesen. Am 28. Dezember desselben Jahres gab die Band bekannt, sich von ihrem Gitarristen Herman Frank sowie Schlagzeuger Stefan Schwarzmann getrennt zu haben. Ex-Sänger Udo Dirkschneider bestätigte ebenso, dass die Entscheidung für die Trennung nicht von Schwarzmann und Frank, sondern seitens der Band getroffen wurde. Als Ersatz wurden Uwe Lulis (Gitarre) und Christopher Williams (Schlagzeug) verpflichtet.

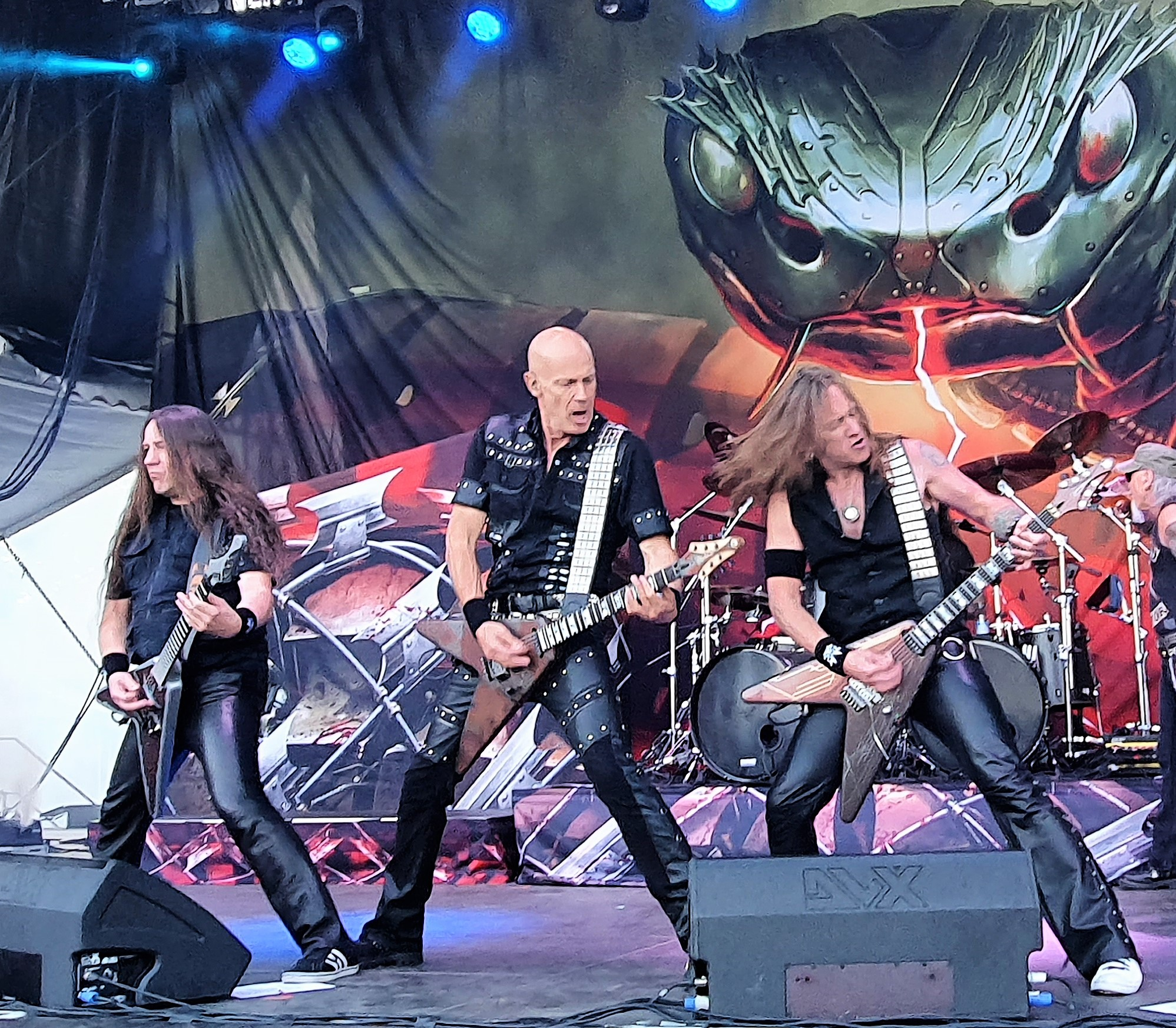
Accept live 2022, v. l. n. r.: Uwe Lulis, Wolf Hoffmann, Philip Shouse

Im August 2017 veröffentlichte die Band das 15. Studioalbum, The Rise of Chaos. 2018 gab die Band auf ihrer Facebookseite den Ausstieg von Peter Baltes bekannt. Damit ist Wolf Hoffmann das einzige Mitglied der „Urbesetzung“. Als Ersatz am Bass wurde Martin Motnik bekanntgegeben.
Ende 2019 gaben Accept bekannt, die Band mit Philip Shouse um einen dritten Gitarristen zum Sextett zu vergrößern.
Mit dieser Besetzung folgte schließlich 2021 das 16. Studioalbum Too Mean to Die, wieder bei Nuclear Blast, und verfehlte die deutsche Chartspitze nur knapp.

## Besetzungen
| 1976–1979 | - Udo Dirkschneider – Gesang - Wolf Hoffmann – Gitarre - Gerhard Wahl – Gitarre - Peter Baltes – Bass - Frank Friedrich – Schlagzeug |
| 1979–1982 | - Udo Dirkschneider – Gesang - Wolf Hoffmann – Gitarre - Jörg Fischer – Gitarre - Peter Baltes – Bass - Stefan Kaufmann – Schlagzeug |
| 1982      | - Udo Dirkschneider – Gesang - Wolf Hoffmann – Gitarre - Jan Koemmet – Gitarre - Peter Baltes – Bass - Stefan Kaufmann – Schlagzeug  |
| 1982–1983 | - Udo Dirkschneider – Gesang - Wolf Hoffmann – Gitarre - Herman Frank – Gitarre - Peter Baltes – Bass - Stefan Kaufmann – Schlagzeug |
| 1983–1987 | - Udo Dirkschneider – Gesang - Wolf Hoffmann – Gitarre - Jörg Fischer – Gitarre - Peter Baltes – Bass - Stefan Kaufmann – Schlagzeug |
| 1987      | - Michael White – Gesang - Wolf Hoffmann – Gitarre - Jörg Fischer – Gitarre - Peter Baltes – Bass - Stefan Kaufmann – Schlagzeug     |

| 1987–1988 | - Rob Armitage – Gesang - Wolf Hoffmann – Gitarre - Jörg Fischer – Gitarre - Peter Baltes – Bass - Stefan Kaufmann – Schlagzeug |
| 1988–1989 | - David Reece – Gesang - Wolf Hoffmann – Gitarre - Peter Baltes – Bass - Stefan Kaufmann – Schlagzeug                           |
| 1989      | - David Reece – Gesang - Wolf Hoffmann – Gitarre - Jim Stacey – Gitarre - Peter Baltes – Bass - Stefan Kaufmann – Schlagzeug    |
| 1989      | - David Reece – Gesang - Wolf Hoffmann – Gitarre - Jim Stacey – Gitarre - Peter Baltes – Bass - Ken Mary – Schlagzeug           |
| 1989–1992 | SPLIT |
| 1992–1994 | - Udo Dirkschneider – Gesang - Wolf Hoffmann – Gitarre - Peter Baltes – Bass - Stefan Kaufmann – Schlagzeug                     |
| 1995–1997 | - Udo Dirkschneider – Gesang - Wolf Hoffmann – Gitarre - Peter Baltes – Bass - Michael Cartellone – Schlagzeug                  |
| 1997–2005 | SPLIT |

| 2004      | - Udo Dirkschneider – Gesang - Wolf Hoffmann – Gitarre - Herman Frank – Gitarre - Peter Baltes – Bass - Francesco Jovino – Schlagzeug                         |
| 2005      | - Udo Dirkschneider – Gesang - Wolf Hoffmann – Gitarre - Herman Frank – Gitarre - Peter Baltes – Bass - Stefan Schwarzmann – Schlagzeug                       |
| 2005–2009 | SPLIT |
| 2009–2014 | - Mark Tornillo – Gesang - Wolf Hoffmann – Gitarre - Herman Frank – Gitarre - Peter Baltes – Bass - Stefan Schwarzmann – Schlagzeug                           |
| 2015–2018 | - Mark Tornillo – Gesang - Wolf Hoffmann – Gitarre - Uwe Lulis – Gitarre - Peter Baltes – Bass - Christopher Williams – Schlagzeug                            |
| seit 2019 | - Mark Tornillo – Gesang - Wolf Hoffmann – Gitarre - Uwe Lulis – Gitarre - Philip Shouse – Gitarre - Martin Motnik – Bass - Christopher Williams – Schlagzeug |

Zeitlinie

## Trivia
- Der Song „I’m a Rebel“ ist ein nie veröffentlichtes Stück von AC/DC aus dem Jahr 1976. AC/DC nahmen es auf, wollten es aber nicht auf ihrem Album haben. Accept bekamen das 8-Spur-Band mit der Stimme von Bon Scott, nahmen es neu auf und veröffentlichten „I’m a Rebel“ auf dem gleichnamigen Album. Es ist das einzige Lied auf einem Accept-Studioalbum, das nicht von Accept geschrieben wurde.[16][17][18]
- Das Album Russian Roulette sollte ursprünglich den Titel „Wargames“ tragen. Wegen des gleichnamigen Films änderte die Band aber den Titel. Auch die Notlösung, das Album „Russian Roulette-The Games Of War“ zu nennen, wurde fallen gelassen.
- Der Titel „Lay Down the Law“ sollte ursprünglich auf „Russian Roulette“ von Accept erscheinen, wurde aber erst auf der ersten U.D.O.-LP „Animal House“ veröffentlicht („Inkl. Super-Track „Lay Down the Law“ by Accept & U.D.O.“).
- Der Titel „Balls to the Wall“ gehört zum Soundtrack von „The Wrestler“ (2008) mit Mickey Rourke.[19]
- Das Cover von Russian Roulette wurde von Didi Zill fotografiert, der durch Bilder in der Bravo in den Sechzigern und Siebzigern berühmt geworden war.
- Accept war in Frankreich einige Jahre als Naziband verschrien, weil die Franzosen Dirkschneiders Kampfanzug und das „Heidi-Heido-Heida“-Intro falsch verstanden hatten.
- Accept wurden mit ihrer Bühnenshow zu „Russian Roulette“ erneut missverstanden, weil sie passend zu den antimilitaristischen Texten auf der Bühne in Uniformen auftraten, die mit Karnevalsorden behängt waren.
- Accept hatten ihre Bühnenshow derart penibel ausgearbeitet, dass man sie auch als „Heavy-Metal-Männerballett“ bezeichnete.
- Das Cover von „Deathrow“ orientierte sich an einem tatsächlichen Fall, der in den USA passiert war. Die abgedruckten Daten der betroffenen Person sind authentisch.
- Der Bandname „Accept“ wurde laut Udo Dirkschneider von Wolf Hoffmann bzw. Gaby Hoffmann, seiner Frau und Accept-Managerin, „geklaut“. Udo habe sich 1968 den Bandnamen ausgedacht; 1981 habe er dann „ein paar Papiere unterschrieben“, in denen u. a. die Rechte an den Bandnamen Accept auf Wolf Hoffmann übergegangen sind.[20]

## Diskografie
Studioalben

| Jahr | Titel Musiklabel                   | Höchstplatzierung, Gesamtwochen, AuszeichnungChartplatzierungen (Jahr, Titel, Musiklabel, Platzierungen, Wochen, Auszeichnungen, Anmerkungen) | Höchstplatzierung, Gesamtwochen, AuszeichnungChartplatzierungen (Jahr, Titel, Musiklabel, Platzierungen, Wochen, Auszeichnungen, Anmerkungen) | Höchstplatzierung, Gesamtwochen, AuszeichnungChartplatzierungen (Jahr, Titel, Musiklabel, Platzierungen, Wochen, Auszeichnungen, Anmerkungen) | Höchstplatzierung, Gesamtwochen, AuszeichnungChartplatzierungen (Jahr, Titel, Musiklabel, Platzierungen, Wochen, Auszeichnungen, Anmerkungen) | Höchstplatzierung, Gesamtwochen, AuszeichnungChartplatzierungen (Jahr, Titel, Musiklabel, Platzierungen, Wochen, Auszeichnungen, Anmerkungen) | Höchstplatzierung, Gesamtwochen, AuszeichnungChartplatzierungen (Jahr, Titel, Musiklabel, Platzierungen, Wochen, Auszeichnungen, Anmerkungen) | Höchstplatzierung, Gesamtwochen, AuszeichnungChartplatzierungen (Jahr, Titel, Musiklabel, Platzierungen, Wochen, Auszeichnungen, Anmerkungen) | Anmerkungen                                                 |
| Jahr | Titel Musiklabel                   | DE | AT | CH | UK | US | SE | FI | Anmerkungen                                                 |
| ---- | ---------------------------------- | --- | --- | --- | --- | --- | --- | --- | ----------------------------------------------------------- |
| 1979 | Accept Brain Records               | — | — | — | — | — | — | — | Erstveröffentlichung: 16. Januar 1979                       |
| 1980 | I’m a Rebel Brain Records          | — | — | — | — | — | — | — | Erstveröffentlichung: 2. Juni 1980                          |
| 1981 | Breaker Brain Records              | — | — | — | — | — | — | — | Erstveröffentlichung: 16. März 1981                         |
| 1982 | Restless and Wild Brain Records    | — | — | — | UK89 (2 Wo.)UK | — | SE27 (8 Wo.)SE | — | Erstveröffentlichung: 2. Oktober 1982                       |
| 1983 | Balls to the Wall RCA Records      | DE59 (1 Wo.)DE | — | — | — | US74 Gold · (26 Wo.)US | SE10 (6 Wo.)SE | — | Erstveröffentlichung: 10. Dezember 1983 Verkäufe: + 550.000 |
| 1985 | Metal Heart RCA Records            | DE13 (17 Wo.)DE | — | CH14 (5 Wo.)CH | UK50 (1 Wo.)UK | US94 (14 Wo.)US | SE4 (6 Wo.)SE | — | Erstveröffentlichung: 25. Februar 1985 Verkäufe: + 8.670    |
| 1986 | Russian Roulette RCA Records       | DE5 (12 Wo.)DE | — | CH23 (3 Wo.)CH | UK80 (1 Wo.)UK | US114 (9 Wo.)US | SE9 (5 Wo.)SE | — | Erstveröffentlichung: 21. April 1986 Verkäufe: + 13.410     |
| 1989 | Eat the Heat RCA Records           | DE15 (10 Wo.)DE | — | — | — | US139 (9 Wo.)US | SE26 (2 Wo.)SE | — | Erstveröffentlichung: 11. Mai 1989 Verkäufe: + 1.660        |
| 1993 | Objection Overruled RCA Records    | DE17 (12 Wo.)DE | — | CH22 (4 Wo.)CH | — | — | SE21 (3 Wo.)SE | — | Erstveröffentlichung: 1. Februar 1993 Verkäufe: + 29.770    |
| 1994 | Death Row RCA Records              | DE32 (9 Wo.)DE | — | — | — | — | SE27 (2 Wo.)SE | — | Erstveröffentlichung: 1. Oktober 1994 Verkäufe: + 8.880     |
| 1996 | Predator RCA Records               | DE56 (7 Wo.)DE | — | CH49 (3 Wo.)CH | — | — | SE28 (3 Wo.)SE | FI27 (3 Wo.)FI | Erstveröffentlichung: 15. Januar 1996 Verkäufe: + 11.5801   |
| 2010 | Blood of the Nations Nuclear Blast | DE4 (5 Wo.)DE | AT19 (2 Wo.)AT | CH15 (3 Wo.)CH | — | US187 (1 Wo.)US | SE7 (4 Wo.)SE | FI9 (3 Wo.)FI | Erstveröffentlichung: 20. August 2010                       |
| 2012 | Stalingrad Nuclear Blast           | DE6 (6 Wo.)DE | AT32 (2 Wo.)AT | CH17 (3 Wo.)CH | — | US81 (1 Wo.)US | SE10 (8 Wo.)SE | FI8 (4 Wo.)FI | Erstveröffentlichung: 6. April 2012 Verkäufe: + 5.000       |
| 2014 | Blind Rage Nuclear Blast           | DE1 (6 Wo.)DE | AT18 (3 Wo.)AT | CH9 (4 Wo.)CH | UK85 (1 Wo.)UK | US35 (2 Wo.)US | SE16 (3 Wo.)SE | FI1 (7 Wo.)FI | Erstveröffentlichung: 15. August 2014                       |
| 2017 | The Rise of Chaos Nuclear Blast    | DE3 (5 Wo.)DE | AT13 (2 Wo.)AT | CH4 (4 Wo.)CH | — | US140 (1 Wo.)US | SE10 (1 Wo.)SE | FI5 (2 Wo.)FI | Erstveröffentlichung: 4. August 2017                        |
| 2021 | Too Mean to Die Nuclear Blast      | DE2 (5 Wo.)DE | AT9 (1 Wo.)AT | CH4 (6 Wo.)CH | — | — | SE7 (1 Wo.)SE | FI4 (1 Wo.)FI | Erstveröffentlichung: 29. Januar 2021                       |
| 2024 | Humanoid Napalm Records            | DE5 (3 Wo.)DE | AT2 (2 Wo.)AT | CH6 (3 Wo.)CH | — | — | SE22 (1 Wo.)SE | FI19 (1 Wo.)FI | Erstveröffentlichung: 26. April 2024                        |

grau schraffiert: keine Chartdaten aus diesem Jahr verfügbar